# Paula Rzymianka
Paula Rzymianka, właśc. Kornelia Paula Asinia (ur. 5 maja 347 w Rzymie, zm. 404 lub 406 w Betlejem) – patronka wdów, święta Kościoła katolickiego.

## Życiorys
Urodziła się za panowania Konstancjusza II w bogatej szanowanej rodzinie Emiliuszów uważanej za potomków Grakchów i Scypionów. W wieku piętnastu lat została wydana za mąż za pogańskiego arystokratę Taksocjusza (Toxotius), z rodu Juliuszów, z którym miała cztery córki: św. Blezyllę (Blaesilla), Paulinę (późniejszą żonę św. Pammachiusza), św. Eustochię i Rufinę oraz syna Taksocjusza. Życie świętej zostało opisane przez Hieronima ze Strydronu w jego listach.

### Początki życia religijnego

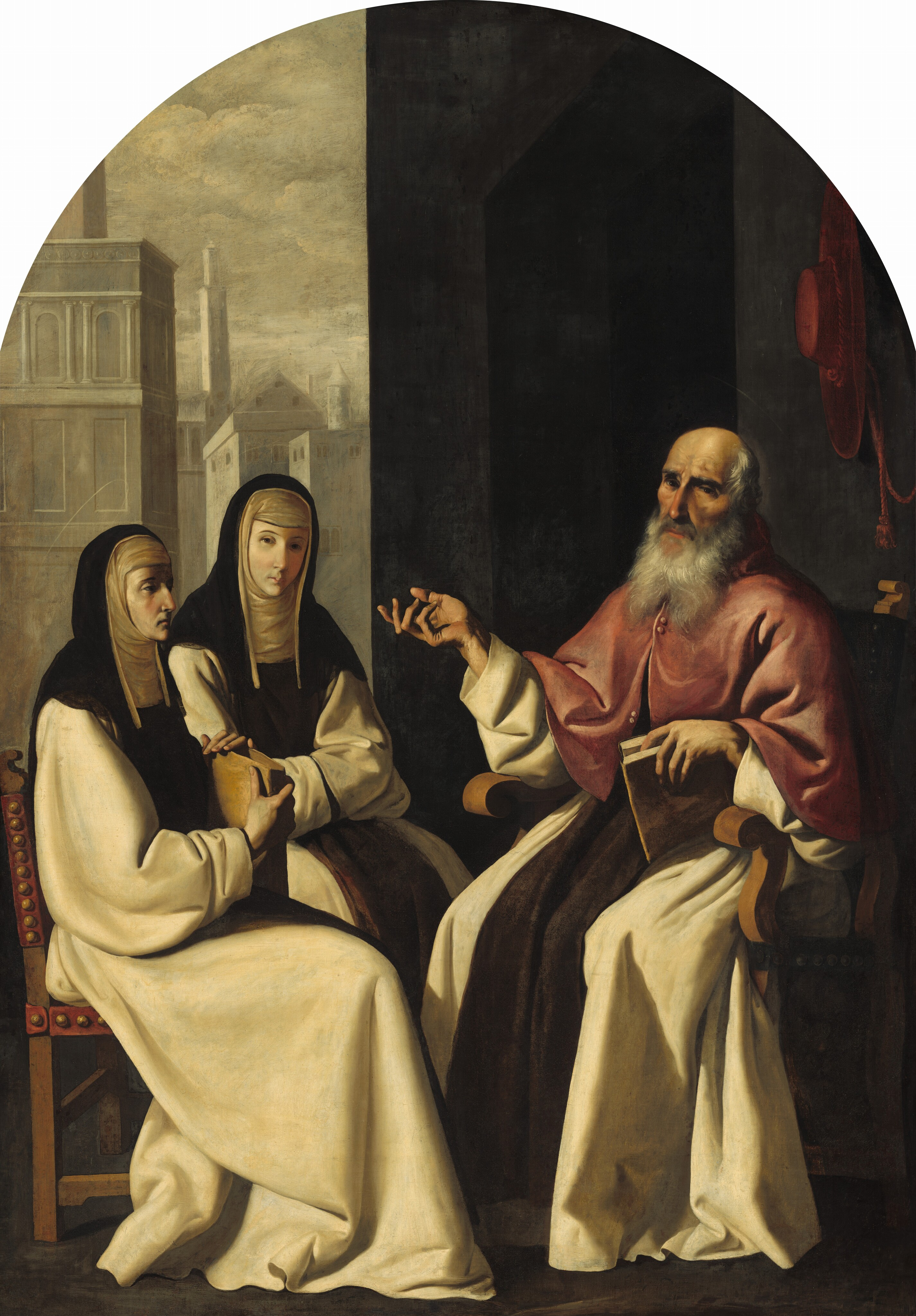
Św. Paula z córką św. Eustochią i św. Hieronimem (obraz Francisco de Zurbarána).

Paula owdowiała mając 32 lata (379). Planowała poświęcić się całkowicie swojej rodzinie, jednak stawała się coraz bardziej zainteresowana kwestiami religijnymi. Pod wpływem św. Marceli przyłączyła się do pół-zakonnej grupy kobiet. W 382 roku poznała Hieronima ze Strydronu, który przybył do Rzymu wraz ze św. Epifaniuszem i Paulinem i zamieszkał w jej domu podczas pobytu w Rzymie. Później w tym miejscu (wskazanym przez tradycję) wzniesiono kościół św. Hieronima della Carità.

### Na Ziemi Świętej
Śmierć córki, Blezylli oraz papieża Damazego I całkowicie odmieniły życie Pauli oraz Hieronima. We wrześniu 385 roku Paula wraz z córką Eustochią opuściła Rzym, aby na Wschodzie prowadzić życie monastyczne. W Antiochii dołączyła do Hieronima, który wyruszył z Rzymu miesiąc przed nią. Początkowo zwiedzała najważniejsze miejsca Ziemi Świętej, później wyruszyła do Egiptu i Palestyny w celu bliższego poznania praktyk anachoretów i cenobitów. Ostatecznie wraz z Hieronimem osiedli w Betlejem, gdzie założyli dwa klasztory: żeński i męski.
Paula miała duży udział w pisaniu prac św. Hieronima. Wszyscy troje byli zaangażowani w ówczesne wydarzenia m.in. związane z Orygenesem.
Zmarła w wieku 57 lub 59 lat i została pochowana w Nazarecie.

## Kult

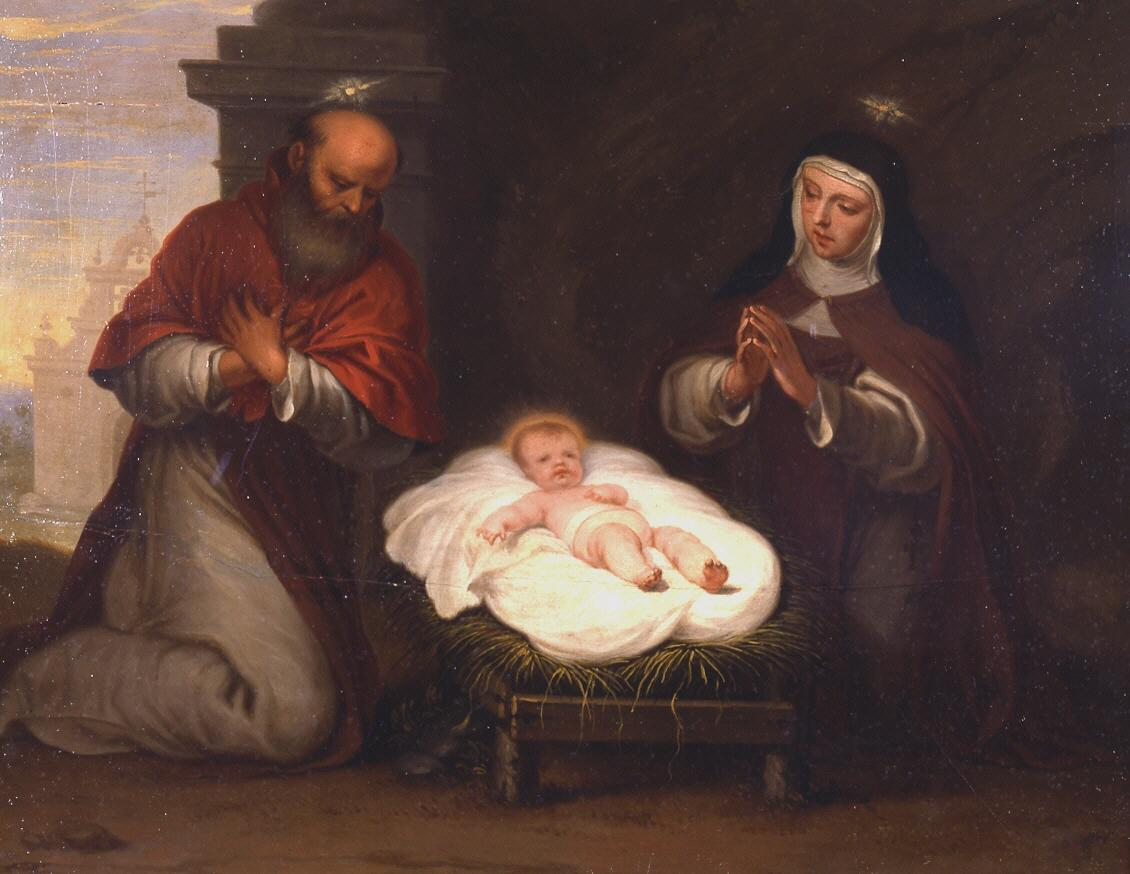
Święta Paula Rzymianka adorująca Dzieciątko Jezus wraz ze świętym Hieronimem

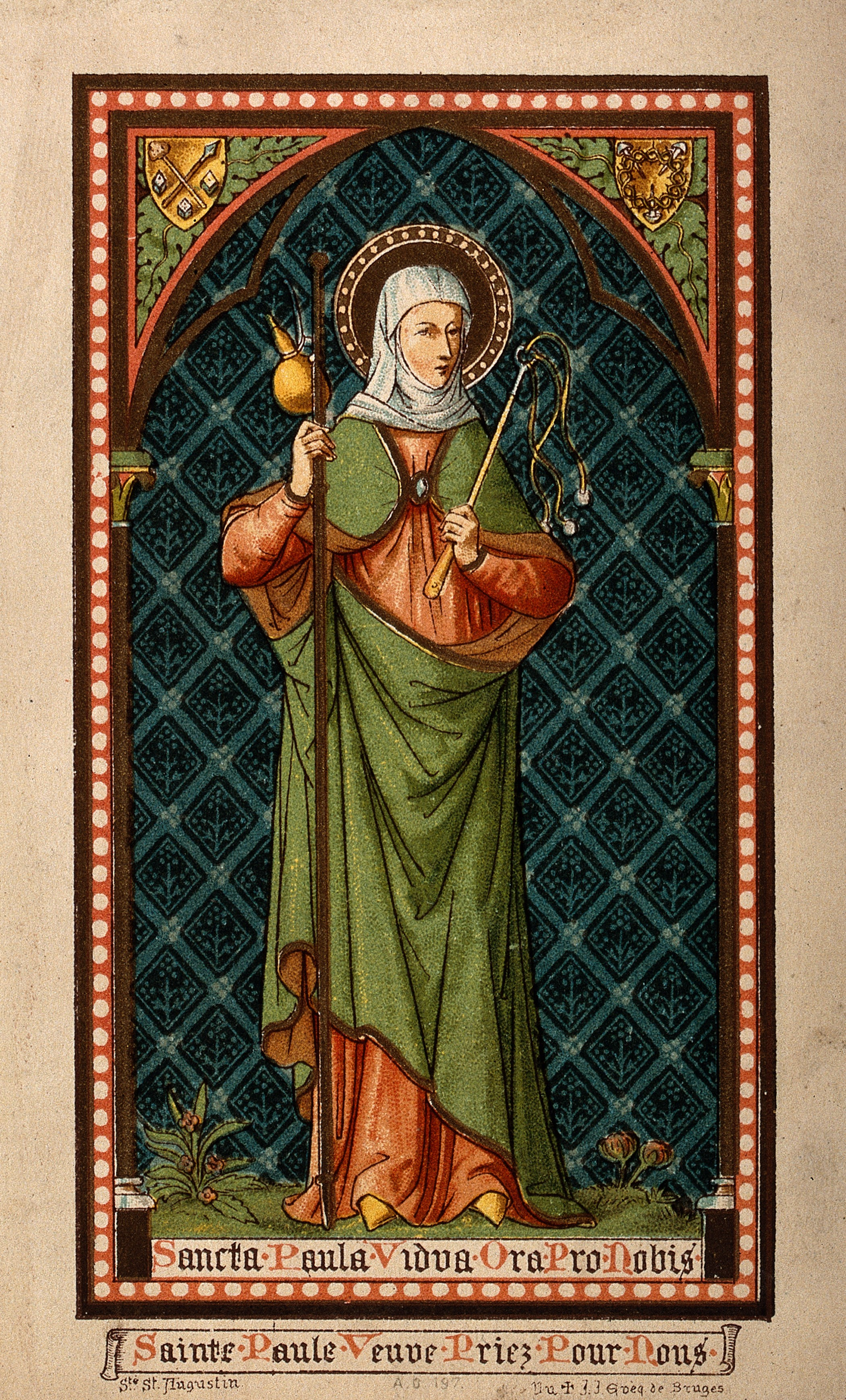
Tradycyjne przedstawienie świętej Pauli na barwnej litografii

Jest patronką wdów. Jej wspomnienie liturgiczne obchodzone jest w dzienną pamiątkę śmierci. W ikonografii św. Paula przedstawiana jest, jako:
- przeorysza z książką,
- pielgrzym w towarzystwie Hieronima i Eustochii,
- leżąca z twarzą do ziemi przed grotą w Betlejem,
- wchodząca na statek często z płaczącym dzieckiem pozostającym na brzegu,
- płacząca nad dziećmi,
- z atrybutami Męki Pańskiej,
- trzymająca zwój z epistołą św. Hieronima Cogite me Paula,
- z książką i w czarnym welonie ze złotymi frędzlami,
- z gąbką w ręku.